# Spatiale Expérience
Spatiale Expérience in Nigloland (Dolancourt, Grand Est, Frankreich) ist eine stählerne Dunkelachterbahn des Herstellers Mack Rides, die 1998 eröffnet wurde. 
Die 800 m lange Strecke erreicht eine Höhe von 20 m. Die Züge erreichen eine Höchstgeschwindigkeit von 60 km/h und es entwickeln sich 4,5 g.

## Züge
Spatiale Expérience besitzt zwei Züge mit jeweils acht Wagen. In jedem Wagen können vier Personen (zwei Reihen à zwei Personen) Platz nehmen.